# 徴用
徴用（ちょうよう、英語:requisition）とは、戦時などの非常時に、国家が国民などを動員して、一定の仕事に就かせること。勤労動員とも言う。または、戦時に必要な物品を国民から接収する行為。「兵士としての徴用」は、基本的に「徴用」と言わずに徴兵(conscription)と言う。勤労動員(徴用)はどの国でも行われている。

## 概要
戦争前から併合している領土の民へは認められているが、当該の戦争開始後に占領した地域の住民(戦争中の相手国国民)に対する徴用･徴発については1899年のハーグ陸戦条約に規定があり、対価を与えない場合は、徴用・徴発では無いとして禁じられている。

## 中世・近世

### オスマン帝国
オスマン帝国にはデヴシルメと呼ばれる強制徴用制度が存在した。ムラト1世はイェニチェリと呼ばれる軍隊を創設し、バルカン半島にあるキリスト教徒の村々から少年の兵士として徴用した。

## 近現代
戦争開始以降に占領した地域住民に対する徴用･徴発については1899年にハーグ陸戦条約に規定があり、正当な対価のない徴用・徴発は禁じられている。

### イギリス
イギリスは英領インド帝国民のインド人など支配地域の民には英国籍を与えておらず、英国民とは見なしていなかった。それでもハーグ陸戦条約的に合法であるため、イギリスは英領の民を各種戦時に徴用している。

### 日本

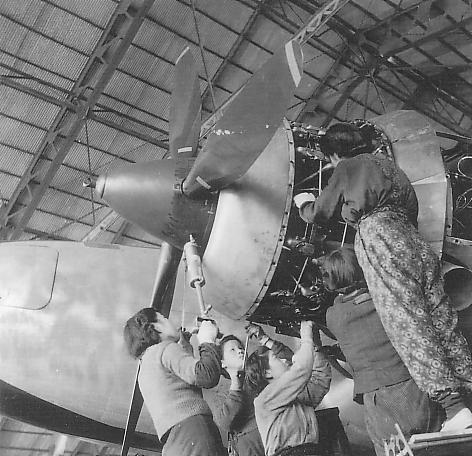
勤労動員で働く女性たち（1944年）

日本（大日本帝国）では、朝鮮人も日本国籍を持つ朝鮮系日本人とみなしていた。そのため、内地（日本列島）に居住している日本国籍男子であれば朝鮮人・台湾人であっても法的には平等であり、地方参政権のみならず内地民と同じで国政選挙の内衆議院議員の選挙権・被選挙権をともに有していた。貴族院へは内地人も投票権・被選挙権を有さないものの、任命は可能なので朝鮮系貴族議員らは輩出されている。1945年（昭和20年）4月には勅任の朝鮮勅選議員枠および台湾勅選議員枠が作られている逆に、当衆議院議員選挙法（普通選挙法）では内地人（大日本帝国と名乗る以前からの日本人やその子孫）であろうと含め、朝鮮半島・台湾など日本列島外（外地）の在住者には選挙権・被選挙権がなかった。
国内に定住している一部の外国人も対象となった。中華民国出身で1928年から日本に居住していた呉清源にも徴用令状が届いたが、身体検査後に帰されたという。
1939年（昭和14年）に国民徴用令が制定され、第二次世界大戦の終結まで行われた。
日中戦争の全面化によって、日本の戦争の長期化・総力戦化が確実な状況となり、相次ぐ徴兵に伴う労働力不足と軍需関連を中心とした需要と生産規模の急激な拡大によって労働コストが急激に上昇していった。この事態に対応するために軍需関連を中心とした労働力の安定確保を図る必要性が生じた。
日本では既に第一次世界大戦中の1918年（大正7年）3月に制定された軍需工業動員法が存在していたが、強制力は非常に弱いものであった。そのため、政府は1938年（昭和13年）3月に国家総動員法、翌1939年（昭和14年）7月に国民徴用令（国家総動員法第4条に規定された勅令に相当）を公布して国民の職業・年齢・性別を問わずに徴用が可能となる体制作りを行った。当初は国民職業能力申告令（1939年1月7日公布、勅令）に基づいて申告を義務付けられた職能の技能・技術者を対象とし、職業紹介や各種募集で確保できない重要産業の人員確保に限定して、担当官庁が必要最低限の人数の徴用を行うとする限定的なものだったが、徴兵規模の拡大に伴う人員不足と賃金の上昇は深刻となり、特に1941年（昭和16年）の太平洋戦争開戦後は深刻なものとなった。そのため、国民徴用令に伴う徴用命令が濫発され、翌1942年（昭和17年）5月13日には企業整備令が公布され（勅令）、娯楽、観光関係などの不急不要産業や軍需転用が困難な中小企業や商工業者は強制的な統廃合処分を行い、余剰人員を動員に振りあてた。1943年（昭和18年）の国民徴用令（7月21日公布）・国民職業能力申告令の改正によって徴用制度の整理と効率化が図られ、国家が必要と認める場合にはいかなる職能の技能・技術者でも指定の職場に徴用可能（「新規徴用」）とし、また特定の企業・業務従事者を事業主以下企業全体を丸ごと徴用することも可能（「現員徴用」）とした。その結果、1944年（昭和19年）3月までに288万人余りが徴用され、一般労働者全体の2割を占めるまでになり、結果的には強制的な産業構造の変化と労働者の配置転換を全国的に行う事態に至った。
1945年（昭和20年）3月6日、国民徴用令・国民勤労協力令・女子挺身勤労令・労務調整令・学校卒業者使用制限令の5勅令は廃止・統合され、国民勤労動員令が公布された（勅令）。終戦時において、被徴用者は新規徴用161万、現員徴用455万、合わせて616万人が徴用されていた。
なお、野口悠紀雄など一部の学者からは、戦後日本の労働制度と戦時中の徴用制度の共通性を指摘する意見も出されている。
国民徴用令の適用は内地民とされており、免除されていた朝鮮人（朝鮮系日本人）にも適用するとした閣議決定が1944年（昭和19年）8月8日になされた。その後、1944年9月より朝鮮人にも適用（日本統治時代の朝鮮人徴用）が実施され、1945年8月の終戦までの11か月間実施される。日本本土への朝鮮人徴用労務者の派遣は1945年（昭和20年）3月までの7か月間であった。徴用労働者は宿舎を用意され、正当な報酬が支払われていた（川辺や湿地帯に集落を造り、賃金も日本人の約半分であったとされる）。徴用は朝鮮人の間で人気があり、自らも日本企業での徴用に志願した経験を持つ崔基鎬加耶大学校教授は、三菱鉱業手稲鉱業所が忠清南道で鉱員を募集した際、倍率は7倍に上ったと述べている。
第二次世界大戦後の1950年（昭和25年）に起きた朝鮮戦争では、アメリカ軍が元日本人船員ら約3,000人を徴用した。給料の支払いなどは日本側（当時の神奈川県船舶渉外労務管理事務所）が行っている。期間中、大型曳舟が触雷して沈没する事件などが発生して、朝鮮戦争における日本人死傷者も出ていた。

### ロシア
2022年ロシアのウクライナ侵攻では、戦況が膠着状態となり長期化。ロシアで働き手の不足が目立ち、小売りや工場の現場でパート勤務に就く学生が増えるようになった。2024年になると鉄道建設の現場でも人手不足は深刻化、ロシア教育省の高官は、14歳以上の学生を組織的に動員する案を打ち出した。